# 相馬永胤

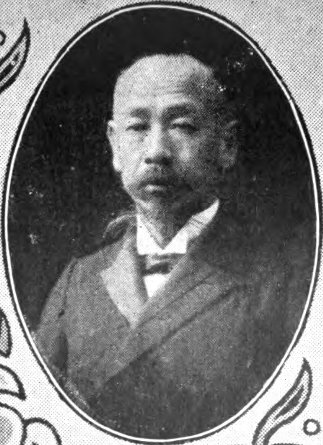
相馬永胤

相馬 永胤（そうま ながたね、1850年12月25日（嘉永3年11月22日） - 1924年（大正13年）1月26日）は日本の政治家、法学者、経済学者、代言人、横浜正金銀行頭取、専修学校創立者の一人・校長、専修大学創立者・初代学長。専修大学第7代総長の相馬勝夫は孫。

## 人物
近江国犬上郡彦根尾末町で、彦根藩士の家に生まれる。この相馬氏は下総相馬氏の一族で、代々彦根藩（井伊家）に仕えていた。戊辰戦争では官軍として奮闘。明治維新後、安井息軒に学び、1870年に彦根藩費留学生（欧米視察員）として渡米。ミシガン州農学校で学ぶが、1873年に文部省からの一斉帰国命令により止む無く一時帰国する。
再渡米後、1875年にコロンビア法律学校（現コロンビア大学ロー・スクール）に入学。同期の日本人留学生に、徳川御三卿の清水家当主徳川篤守と鳩山和夫、文部省の留学生監督に目賀田種太郎がいた。図書館で判例を精読し、模擬裁判では米人学生に伍して活躍した。その後、エール大学大学院に進学し、経済学を修めるとともに、田尻稲次郎と出会う。内務省からアメリカの商業事情調査に派遣されていた神鞭知常や、ラトガース大学で経済学を学んでいた駒井重格とも出会う。
再渡米中の間には法学徒のクラブ「日本法律会社」（専修学校の土台ともいわれる）や、さまざまな学問分野の留学生による学術クラブ「興学社」の結成に関わるなど、社交的な人物であった。
1879年に帰国後は、福澤諭吉や目賀田と親しくし、慶應義塾夜間法律科の初代講師となった。その後、1880年6月に司法省附属代言人（弁護士）への就任を経て、同年9月に田尻・目賀田・駒井と共に、専修学校（後の専修大学）を創立。初代校長ならびに初代学長を勤めた。
なお、司法省附属代言人（弁護士）は、最初の三人のうちの一人であった。
また、横浜正金銀行（後の三菱UFJ銀行）の取締役（1882年〜1888年、1890年〜1924年）、同銀行内外法律顧問（1888年）、頭取（1897年〜1906年）を歴任した。墓所は青山霊園(1イ10-5)

## 略歴
- 1850年 生まれる
- 1870年 彦根藩費留学生（欧米視察員）として渡米
- 1873年 文部省からの帰国命令により一時帰国
- 1875年 コロンビア法律学校入学。卒業後はイェール大学の大学院へ進学
- 1879年 帰国。慶應義塾夜間法律科の講師となる
- 1880年
  - 6月 司法所附属代言人に就任
  - 9月 専修学校創立。初代校長に就任
- 1881年 横浜始審裁判所判事に就任
- 1882年 横浜正金銀行の官選取締役に就任（～1888年）し、外国公債の募集や同銀行のロンドン支店開設などに尽力
- 1887年 東京高等商業学校で法律を講じる（～1890年）
- 1888年 横浜正金銀行の内外法律顧問に就任
- 1890年
  - 横浜正金銀行の取締役に再就任（～1924年）
  - 第1回衆議院議員選挙に郷里の滋賀県から出馬し、当選
- 1891年 衆議院議員を辞任（2月27日[2]）
- 1897年 横浜正金銀行の頭取に就任（～1906年）
- 1913年 専修学校を私立専修大学と改めるにあたり、初代学長に就任
- 1922年 文部省の学制頒布50年記念祝典にて、専修学校を創立した田尻とともに「教育功労者」として表彰される
- 1924年 尿毒症のため沼津の別荘で歿する[3]

## 栄典
位階
- 1900年（明治33年）6月6日 - 従五位[4]

勲章
- 1902年（明治35年）12月28日 - 勲五等瑞宝章[5]
- 1924年（大正13年）1月28日 - 勲二等瑞宝章[6]

## 著書
- 『英米売買法』
- 『米国訴訟法』

## 関連人物
- 小田柿捨次郎 - 遠縁[7]